# Jorge Vardanes
Jorge Vardanes ou Bardanes (em latim: Georgius Vardanes; em grego: Γεώργιος Βαρδάνης; m. ca. 1240) foi um clérigo e teólogo bizantino de Atenas. Um pupilo de Miguel Coniates, ele mais tarde tornou-se bispo de Corfu e desempenhou um importante papel na rivalidade entre a Igreja Epirota e o Patriarcado Ecumênico de Constantinopla, sendo exilado no Império de Niceia.

## Biografia

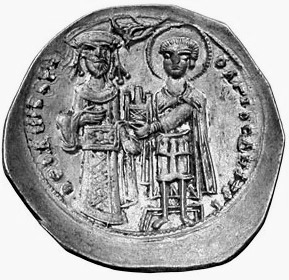
Traqueia escifato de eletro exibindo Teodoro (esquerda) sendo abençoado pelo patrono de Tessalônica, São Demétrio

Vardanes nasceu em Atenas em algum momento no final do século XII. Ele veio sob tutela do arcebispo da cidade, Miguel Coniates, sob quem recebeu sua educação. Quando Atenas foi capturada pelos cruzados em 1205, Vardanes seguiu seu mestre para o exílio em Ceos, servindo como seu secretário (hipomnematógrafo e cartofílax). Em 1214, foi à capital do Império Latino, Constantinopla, para representar Coniates nas discussões entre os prelados da Igreja Grega e o representante papal, o cardial Pelágio de Albano. Por 1218, estava servindo no Bispado de Grevena como cartofílax. Por esse tempo, ele estabeleceu uma amizade e correspondência com outro clérigo proeminente, o metropolita de Naupacto João Apocauco, e através da intercessão do último, foi nomeado em 1219 como metropolita de Corfu pelo governante do Epiro, Teodoro Comneno Ducas (r. 1216–1230).
Desta posição, Vardanes, junto com Apocauco e o arcebispo de Ocrida Demétrio Comateno, tornou-se um dos principais proponentes da independência política e eclesiástica epirota do Império de Niceia, onde o exilado patriarca ecumênico de Constantinopla residiu após a cidade cair para os cruzados. Em 1228, Vardanes escreveu a carta do clero epirota para o patriarca Germano II, que efetivou o cisma entre as duas Igrejas que durou até 1233, quando novamente Vardanes compôs a carta que o encerrou. Em 1235/1236, o governante de Tessalônica Manuel Comneno Ducas enviou Vardanes à Itália, como um enviado para Frederico II (r. 1220–1250) e papa Gregório IX (1227–1241), mas ele adoeceu em Otranto e foi incapaz de realizar sua missão. Morreu ca. 1240.